# Ralf Gyllenhammar
Ralf Gyllenhammar, nacido en 1966, es el cantante y guitarrista solista del grupo de hard rock sueco ganador de un premio Grammi Mustasch, así como presentador en el canal sueco de televisión TV7. También fue cantante del grupo sueco de rock B-Thong con quienes lanzó un álbum, From Strength to Strength, en 1997, poco antes de la separación de la banda. En 2007 su trabajo en Klipptoppen le llevó a ganar el premio al mejor Presentador alternativo del año. Gyllenhammar fue también uno de los muchos artistas invitados en el doble disco de la banda sonora de la serie dramática sueca Upp Till Kamp. Actualmente Gyllenhammar usa guitarras Schecter afinadas en do y amplificadores Blackstar.

## Discografía seleccionada
- The True Sound of the New West
- Above All
- Ratsafari
- Powerhouse
- Parasite!
- Latest Version of the Truth
- Lowlife Highlights
- The New Sound Of The True Best
- Sounds Like Hell Looks Like Heaven
- Thank You For The Demon
- Testosterone